# Amanda Weir
Pour les articles homonymes, voir Weir.
Amanda Weir, née le 11 mars 1986 à Davenport (Iowa), est une nageuse américaine.
Elle est médaillée d'argent aux Jeux olympiques d'été de 2004 avec le relais 4 × 100 m nage libre, ainsi que lors du relais 4 × 100 m nage libre dont elle a pris part aux séries. En 2012, elle obtient une médaille de bronze au relais 4 × 100 m nage libre pour avoir aidé les Américaines troisièmes à se qualifier pour la finale.
Aux championnats du monde 2009, elle obtient son meilleur résultat individuel lors de la finale du 100 m nage libre qu'elle termine à la quatrième position.

## Palmarès

### Jeux olympiques
- Jeux olympiques de 2004 à Athènes ( Grèce) :
  -  Médaille d'argent au titre du relais 4 × 100 m nage libre.
  -  Médaille d'argent au titre du relais 4 × 100 m quatre nages[1].

- Jeux olympiques de 2012 à Londres ( Royaume-Uni) :
  -  Médaille de bronze au titre du relais 4 × 100 m nage libre[1].

- Jeux olympiques de 2016 à Rio de Janeiro ( Brésil) :
  -  Médaille d'argent au titre du relais 4 × 100 m nage libre[1].

### Championnats du monde

#### Grand bassin
- Championnats du monde 2005 à Montréal ( Canada) :
  -  Médaille d'argent du relais 4 × 100 m quatre nages.
  -  Médaille de bronze du relais 4 × 100 m nage libre.

- Championnats du monde 2007 à Melbourne ( Australie) :
  -  Médaille d'or du relais 4 × 200 m nage libre[1].
  -  Médaille d'argent du relais 4 × 100 m nage libre.
  -  Médaille d'argent du relais 4 × 100 m quatre nages[1].

- Championnats du monde 2011 à Shanghai ( Chine) :
  -  Médaille d'or du relais 4 × 100 m quatre nages[1].
  -  Médaille d'argent du relais 4 × 100 m nage libre[1].

#### Petit bassin
- Championnats du monde 2004 à Indianapolis ( États-Unis) :
  -  Médaille d'or du relais 4 × 200 m nage libre.
  -  Médaille d'argent du relais 4 × 100 m quatre nages[1].

- Championnats du monde 2006 à Shanghai ( Chine) :
  -  Médaille d'argent du relais 4 × 100 m quatre nages[1].
  -  Médaille de bronze du relais 4 × 200 m nage libre.

- Championnats du monde 2010 à Dubaï ( Émirats arabes unis) :
  -  Médaille d'argent du relais 4 × 100 m nage libre[1].
  -  Médaille d'argent du relais 4 × 100 m quatre nages[1].

### Jeux panaméricains
- Jeux panaméricains 2003 à Saint-Domingue (République dominicaine) :
  -  Médaille d'or du relais 4 × 100 m nage libre.
  -  Médaille d'or du relais 4 × 100 m quatre nages.

### Championnats pan-pacifiques
- Championnats pan-pacifiques 2006 à Victoria (Canada) :
  -  Médaille d'or du relais 4 × 100 m nage libre.
  -  Médaille d'or du relais 4 × 100 m quatre nages
  -  Médaille d'argent au 100 m nage libre.

- Championnats pan-pacifiques 2010 à Irvine (États-Unis) :
  -  Médaille d'or du relais 4 × 100 m nage libre.
  -  Médaille d'argent au 50 m nage libre.